# Трамвайная линия Мёдлинг — Хинтербрюль
Трамвайная линия Мёдлинг — Хинтербрюль (нем. Lokalbahn Mödling–Hinterbrühl) — первая в Австрии электрифицированная железная дорога, а также первая в мире с трамвайным типом питания в регулярном использовании. Имела длину 4458 м, и колею 1000 мм. Просуществовала с 1883 по 1932 год.

## История
Постройка и эксплуатация линии были поручены Компании южных железных дорог. В начале 1882 года она договорилась с Siemens & Halske о постройке подвижного состава и монтаже электрооборудования. Хотя первоначальный срок поставки был 15 июля того же года, в реальности это было выполнено только к лету 1883. Первый 1700-метровый участок до Клаузена (Klausen, район Мёдлинга) был открыт 22 октября 1883 года, а к 6 апреля 1884 линия была продлена до Фордербрюля (Vorderbrühl, ныне также район Мёдлинга). По введенной 25 июня 1885 года инструкции, по ней ежедневно курсировало по 35 поездов в каждом направлении. В том же году линия была достроена до соседнего местечка Хинтербрюль, достигнув своей полной длины.
Одноколейка с разъездами тянулась вдоль реки Мёдлинг. Из-за недостатка места, в отдельных местах она пролегала прямо по шоссейным дорогам. В отличие от некоторых других линий в Австрии в то время, трамваи курсировали здесь и зимой. Три локомотивных вагона питались 550 вольтами постоянного тока, получаемым по контактной сети от центральной подстанции, построенной на мёдлингском вокзале. Во всех вагонах были установлены воздушные тормоза, причем они активировались одновременно для всего поезда, из головного вагона. Из-за крутых поворотов дороги, расстояние между колесными парами было всего 1,5 м, поэтому небольшие вагоны имели всего по 18 сидячих и 12 стоячих мест.
Для страховки, линия имела также один паровоз типа SB M. Однако, он использовался только при строительстве, поскольку проблем с электрооборудованием так и не возникло. Позже паровоз был сдан в аренду в Словению, и, в конце концов, продан.
В 1903 году железная дорога была модернизирована и перестроена. Биполярная контактная сеть была заменена на монополярную, с заземлением на рельсы. Благодаря укреплению самой дороги, новый подвижной состав имел расстояние между колесными парами уже 3 м, бо́льшие вагоны вмещали по 21 сидячему и 24 стоячих места.
С 1912 года дорога (учитывая начальные инвестиции) стала прибыльной. Однако уже в 1914 году появилась конкуренция со стороны автобусной линии между Винер-Нойдорфом и Фордербрюлем, предоставлявшей, к тому же, возможность пересадки на трамваи линии Вена — Баден.
После Первой мировой войны линия перешла к Австрийским федеральным железным дорогам (тогда BBÖ). Расходы резко возросли, но выросло и количество пассажиров, за 1926 год почти достигшее миллиона.
В 1927 году компания LOBEG (Liesinger Omnibus-Betriebs-Gesellschaft) запустила параллельный автобусный маршрут. Это привело к острой конкуренции между двумя линиями, ценовой войне и резкому снижению рентабельности для обеих сторон. Так как в BBÖ хотели сохранить трамвайную линию, в 1931 году они выкупили LOBEG. Однако в результате, после вмешательства Министерства торговли и транспорта, закрыта была именно железная дорога. Последний трамвай по ней прошел 31 марта 1932 года в 22:26 из Хинтербрюля в Мёдлинг. Его провожали более тысячи зрителей. В качестве почетных гостей присутствовали машинисты, в 1883 году ведшие первый состав.

## Рекорды
Линия Мёдлинг — Хинтербрюль была первой электрифицированной железной дорогой в Австрии, а также первой в мире трамвайной линией регулярного использования. Хотя к этому времени уже существовали другие электрифицированные железные дороги, но либо по ним не было регулярного движения, либо они не могут считаться трамвайными, так как использовали тип питания с контактным рельсом и поэтому, из соображений безопасности, их пути были закрыты и отделены от обычного дорожного движения. Первая же тестовая электрифицированная дорога была создана четырьмя годами ранее, также компанией Siemens.